# Maliya
Maliya ist die hethitische Gartengöttin, die oft zusammen mit dem Pferdegott Pirwa und der Göttin Kamrušepa genannt wird. Alle diese Gottheiten haben einen engen Bezug zu Pferden. Sie wurde ursprünglich in Südostanatolien um Kaniš und auch in Kizzuwatna verehrt. Möglicherweise war sie ursprünglich eine luwische Göttin.

## Maliyas Wesen
Maliya, die zusammen mit Flüssen und Bergen Opfer erhielt, war vermutlich identisch mit der Göttin des gleichnamigen Flusses, deren Kultstatue aus Eisen verfertigt wurde. 
In einem Weinbergritual wird der Wettergott Tarḫunna um Gedeihen des königlichen Rebberges angerufen. Verschiedenen Götterpaaren werden Langbrote und Tiere geopfert, wobei Telipinu zusammen mit »Maliya des Gartens, Mutter von Wein und Korn« beopfert wird. In der Stadt Ištanuwa wurde der »Maliya des Horns« geopfert, was sich auf ein Trinkhorn beziehen könnte.
In Heilritualen wird Maliya zusammen mit der göttlichen Beschwörerin Kamrušepa genannt. In einem solchen Ritual erfährt sie von Ištar von einer Krankheit und sagt dies dem Pirwa weiter. Dieser berichtet es der Kamrušepa, die ihre Pferde vor den Wagen spannt und zum »großen Fluss« fährt.
Maliya gehört zu den Hauptgottheiten des neuntägigen ḫišuwa-Festes, das ursprünglich in Kizzuwatna gefeiert wurde und das Wohl der königlichen Familie sicherte, wobei die meisten Gottheiten dem hurritischen Pantheon angehören. Im Hof des Tempels der Maliya verneigt sich der hethitische Großkönig vor dem göttlichen Pferd Erama und opfert diesem aus Opfergefäßen Gerste.
Zusammen mit Pirwa und anderen Gottheiten gehört sie zudem dem Kreis des Sängers von Kaniš an.

## Maliyanni
Die Maliyanni (»die kleinen Maliya«) bilden ein Götterpaar, das in Weinbergen verehrt wurde. Gemäß dem Ritual der Beschwörerin Anna von Kaplawiya zur Behebung von Unfruchtbarkeit von Rebbergen wird vor den Maliyanni eine Grube ausgehoben und Kuchen hineingeopfert. Eine Besonderheit ist, dass dieses Ritual einen Spruch in einer unbekannten Sprache enthält.

## Maliya in Namen
Maliya erscheint auch als Bestandteil von hethitischen Orts- und Personennamen. Die ältesten treten bereits im 18. Jahrhundert v. Chr. in den altassyrischen Dokumenten von Kültepe auf, wo der Frauennamen Maliawašḫi mehrmals Erwähnung findet. An Ortsnamen ist die Stadt Malliyašši bemerkenswert, da er gleich gebildet wird wie die Ortsnamen Tarḫuntašša nach dem luwischen Wettergott Tarḫunt und Tiwatašša nach dem Sonnengott Tiwad.

## Nachleben in der Antike
Möglicherweise lebte Maliya in verschiedenen Göttinnen ähnlichen Namens bis in die klassische Antike hinein.
In Lykien wurde die Göttin Malija verehrt, die mit der griechischen Göttin Athene gleichgesetzt wurde. Ihr Beiwort hrixuwama wird mit »die des Emporwachsens« übersetzt, was auf eine Vegetationsgöttin hinweist. Auch der Lexikograph Hesychios setzt Malis (Μαλίς) mit der Athene gleich und Theokritos nennt eine Nymphe gleichen Namens, während auf der Insel Lesbos Malis (Μᾶλις) wie Athena eine spinnende Göttin war. Nach Hellanikos war Malis (Μαλίς) eine Sklavin der lydischen Königin Omphale und durch Herakles Mutter des Akeles. Sophokles nennt schließlich die maliadischen Nymphen (Μαλιάδες).